# 41-я гвардейская общевойсковая армия
41-я гвардейская общевойсковая Краснознамённая армия — оперативное войсковое объединение Сухопутных войск Российской Федерации в составе Центрального военного округа. Во время Великой Отечественной войны — формирование (оперативное войсковое объединение, армия) РККА.
Условное наименование — Войсковая часть № 44424. Сокращённое наименование, в служебных (рабочих) документах — 41 ОА; штаб № 64128 (в/ч 64128).
Соединения и воинские части 41-й армии дислоцированы на территории 7 субъектов Российской Федерации: Новосибирская, Тюменская, Свердловская, Кемеровская, Республика Хакасия, Алтайский край, Республика Тыва.

## История

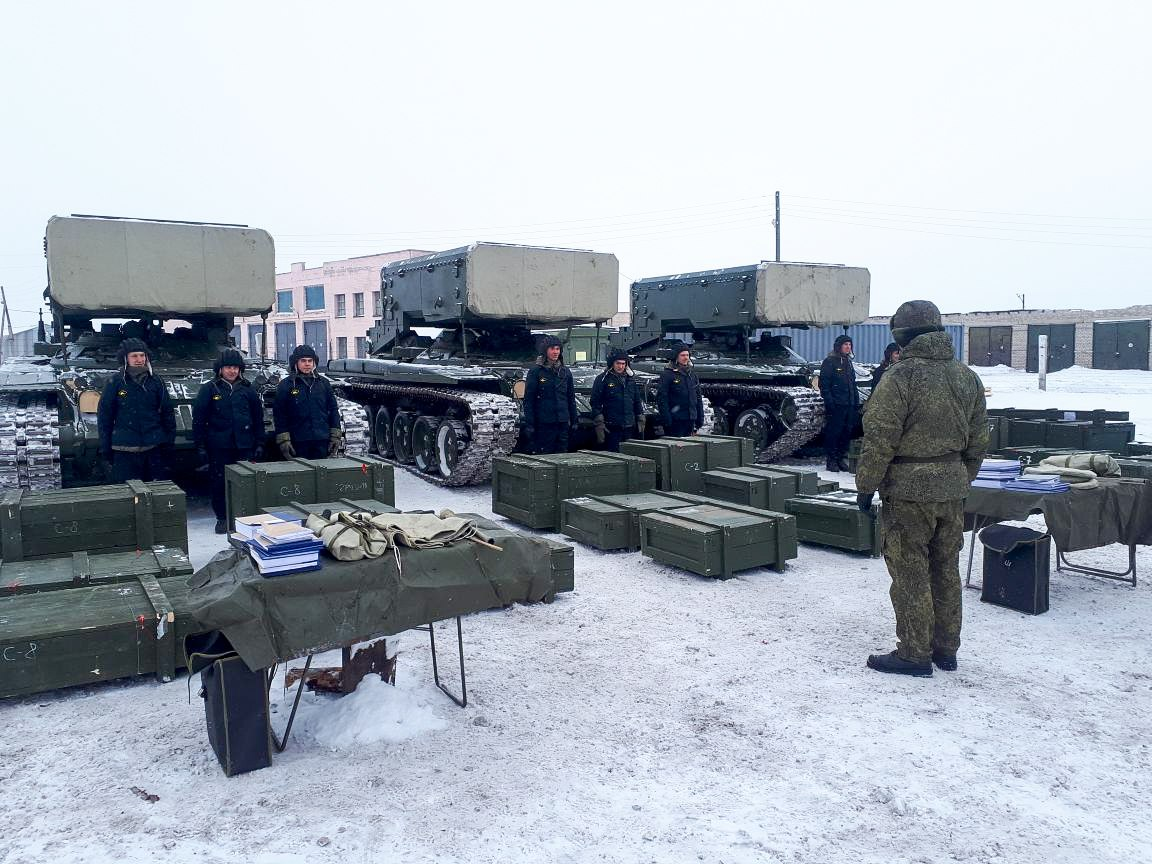
ТОС-1А «Солнцепёк» 10-го полка РХБЗ 41-й армии. 13 февраля 2018 года.

Полевое управление 41-й армии в соответствии с директивой Ставки верховного главнокомандования от 14 мая 1942 года было развёрнуто на базе оперативных групп Тарасова и Берзарина и штаба оперативной группы войск Калининского фронта с дислокацией штаба армии на день формирования в населённом пункте Красный Холм, в 13 км северо-западнее города Белый Калининской (ныне Тверской) области.
На момент формирования в состав армии входили 17-я гвардейская, 134-я, 135-я и 234-я стрелковые дивизии, 21-я танковая бригада, 109-й и 204-й отдельные гвардейские миномётные дивизионы. В дальнейшем в состав армии вошли 24-я кавалерийская дивизия, 127-й полк связи, 883-й смешанный авиационный полк, 104-я танковая бригада, 452-й и 592-й истребительно-противотанковые артиллерийские полки, 93-я и 238-я стрелковые дивизии, 1-й механизированный и 6-й стрелковый корпус, 150-я стрелковая дивизия, 83-й корпусной артиллерийский полк.
С мая по ноябрь 1942 года армия обороняла рубежи западнее и юго-западнее города Белый. В ноябре армия приняла участие во Второй Ржевско-Сычёвской операции, в ходе которой 25 ноября в районе Белый атаковала немецкий 41-й танковый корпус. Наступление армии провалилось, переброшенные в этот район войска немецкого 30-го корпуса взяли часть сил 41-й армии в «котёл». Бои в кольце продолжались до 15 декабря, когда остатки окружённых частей прорвались к основным силам армии.
Основной задачей 41-й армии, входившей в состав Калининского фронта, было не допустить наступление противника к северу и северо-востоку от г. Белый и лишить его возможности угрожать тылам 39-й армии. В марте 1943 пополненные войска армии приняли участие в Ржевско-Вяземской операции 1943 года, в ходе которой был ликвидирован Ржевско-Вяземский плацдарм немецких войск. После окончания операции войска армии были переданы 39-й и 43-й армиям, а сама 41-я армия выведена в резерв Ставки. 9 апреля 1943 года 41-я армия расформирована, её полевое управление обращено на формирование Резервного фронта. За период с мая 1942 года по 1 марта 1943 года за мужество и героизм, проявленные в борьбе с немецко-фашистскими захватчиками, 22 593 военнослужащих армии были награждены орденами и медалями СССР.
В нынешнем виде существует с 27 июля 1998 года, когда был подписан Указ президента Российской Федерации о развёртывании 41-й общевойсковой армии на базе штаба Краснознамённого Сибирского военного округа в связи с его передислокацией в город Чита. На основании Указа президента Российской Федерации от 27 июля 1998 года № 900 и Приказа министра обороны Российской Федерации на базе управления Сибирского военного округа 1 декабря 1998 года вновь сформировано управление 41-й общевойсковой армии со штабом в городе Новосибирске.
Во исполнение требований Директивы министра обороны Вооружённых сил Российской Федерации от 19 января 2009 года № Д-08 управление 41-й общевойсковой армии переформировано в управление 41-й общевойсковой армии (оперативное командование).
В 1998—2010 годах армия входила в состав Краснознамённого Сибирского военного округа. С 2010 года в составе Центрального военного округа Вооружённых сил Российской Федерации.
На основании Указа президента Российской Федерации от 6 июля 2010 года № 843 и Директивы министра обороны РФ с 1 сентября 2010 года 41-я армия из состава войск Сибирского военного округа переведена в состав войск Центрального военного округа.
Соединения и воинские части 41-й общевойсковой армии дислоцированы на территории 5 субъектов Российской Федерации: Новосибирская, Омская, Кемеровская, Иркутская области, Алтайский край.
В 2011 году личный состав 41-й общевойсковой армии принимал участие в учениях Вооружённых сил Российской Федерации «Центр-2011».
В 2018 году личный состав 41-й общевойсковой армии принимал участие в международных учениях Вооружённых сил России, Китая и Монголии «Восток-2018».
3 января 2024 года 10-му полку РХБЗ присвоено наименование «гвардейский» за массовый героизм и отвагу, стойкость и мужество проявленные личным составом полка в боевых действиях по защите Отечества и государственных интересов в условиях вооружённых конфликтов.

## В составе
- Калининский фронт (май 1942 — март 1943)
- Резерв Ставки верховного главнокомандования (март—апрель 1943)
- Сибирского военного округа (1998—2010)
- Центрального военного округа (2010 — н. в.)

## Состав
| - управление (штаб) - 17-я гвардейская стрелковая дивизия - 134-я стрелковая дивизия - 135-я стрелковая дивизия - 179-я стрелковая дивизия - 234-я стрелковая дивизия - 21-я танковая бригада - ряд отдельных артиллерийских и инженерных частей - управление (штаб) - 17-я гвардейская стрелковая дивизия - 134-я стрелковая дивизия - 179-я стрелковая дивизия - 234-я стрелковая дивизия - 21-я танковая бригада - 104-я танковая бригада - ряд отдельных артиллерийских и инженерных частей - управление (штаб) - 17-я гвардейская стрелковая дивизия - 93-я стрелковая дивизия - 134-я стрелковая дивизия - 262-я стрелковая дивизия - 75-я стрелковая бригада - 78-я стрелковая бригада - ряд отдельных артиллерийских и инженерных частей | - управление (штаб) - 6-й стрелковый корпус - 150-я стрелковая дивизия - 74-я стрелковая бригада - 75-я стрелковая бригада - 78-я стрелковая бригада - 91-я стрелковая бригада - 17-я гвардейская стрелковая дивизия - 93-я стрелковая дивизия - 134-я стрелковая дивизия - 234-я стрелковая дивизия - 262-я стрелковая дивизия - 1-й механизированный корпус - 19-я механизированная бригада - 35-я механизированная бригада - 37-я механизированная бригада (СССР) - 65-я танковая бригада - 219-я танковая бригада - 47-я механизированная бригада - 48-я механизированная бригада - 104-я танковая бригада - 154-я танковая бригада - ряд отдельных артиллерийских и инженерных частей |

### На 2023 год
- Управление армии (г. Новосибирск[9])
- 35-я отдельная гвардейская мотострелковая Волгоградско-Киевская ордена Ленина, Краснознамённая, орденов Суворова и Кутузова бригада, в/ч 41659 (г. Алейск);
- 74-я отдельная гвардейская мотострелковая Звенигородско-Берлинская орденов Суворова и Кутузова бригада, в/ч 21005 (г. Юрга);
- 55-я отдельная гвардейская мотострелковая бригада (горная), в/ч 55115 (г. Кызыл).
- 120-я гвардейская артиллерийская Волгоградская Краснознамённая, орденов Суворова и Кутузова бригада, в/ч 59361 (г. Юрга);
- 119-я гвардейская ракетная бригада, в/ч 49547 (г. Абакан)
- 61-я гвардейская зенитная ракетная бригада, в/ч 31466 (г. Бийск)
- 35-я гвардейская Таллинская ордена Красной Звезды бригада управления, в/ч 57849 (с. Коченёво)
- 24-й инженерно-сапёрный полк (г. Кызыл)[10]
- 40-й гвардейский инженерно-сапёрный полк (г. Ишим)
- 10-й гвардейский полк радиационной, химической и биологической защиты (с. Топчиха)
- 314-й отдельный гвардейский радиотехнический полк особого назначения, в/ч 73762 (г. Бийск)
- 57-й артиллерийский дивизион большой мощности, в/ч 57445 (г. Абакан).
- Н-й отдельный батальон РЭБ (Новосибирская область)
- 75-й узел связи (Калиновка)
- 868-й командный пункт ПВО (г. Новосибирск)
- 273-й командно-разведывательный центр, в/ч 53847 (г. Новосибирск)
- 2949-я техническая ракетная база, в/ч 48284 (г. Бийск)
- 1441-й мотострелковый полк, в/ч 95382 (г. Тоцкое)

## Командование

### Командующие армией (СССР)
Командующие
- генерал-майор Г. Ф. Тарасов (май—декабрь 1942)
- генерал-майор И. М. Манагаров (декабрь 1942 — март 1943)
- генерал-майор И. И. Попов (март—апрель 1943)

Начальники штаба
- генерал-майор Кацнельсон, Анатолий Анисимович (май 1942 — апрель 1943)

Члены Военного Совета
- генерал-майор Семёнов, Виктор Николаевич (май 1942 — апрель 1943)

### Командующие армией (РФ)

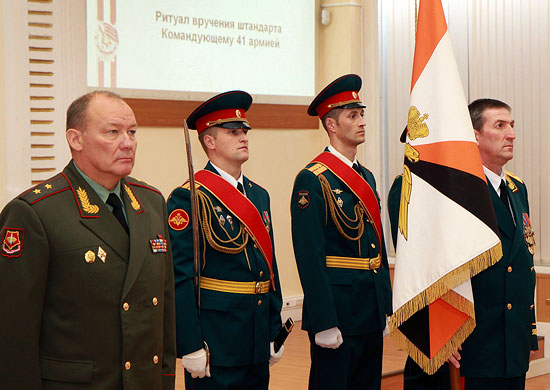
Заместитель командующего войсками ЦВО
А. Дворников (слева) представляет командующего 41-й армией Х. Калоева (справа).
10 октября 2013 года.

- 07.1998—06.2001 — генерал-лейтенант Морозов, Александр Сергеевич
- 06.2001—07.2003 — генерал-лейтенант Ковров, Владимир Анатольевич
- 07.2003—08.2004 — генерал-майор Бунин, Сергей Викторович
- 10.2004—01.2006 — генерал-лейтенант Бахин, Аркадий Викторович
- 01.2006—04.2008 — генерал-майор, с 2007 генерал-лейтенант Галкин, Александр Викторович
- 05.2008—06.2009 — генерал-майор Истраков, Сергей Юрьевич
- 06.2009—10.2013 — генерал-лейтенант Тонкошкуров, Василий Петрович
- 10.2013—01.2016 — генерал-майор, с 2014 генерал-лейтенант Калоев, Хасан Бекович
- 01.2016—11.2018 — генерал-майор, с 2017 генерал-лейтенант Завизьон, Алексей Владимирович
- 11.2018 — 08.2020 — генерал-майор Резанцев, Яков Владимирович[1]
- 08.2020 — н.в. — генерал-майор, с 10.12.2020 генерал-лейтенант Рыжков, Сергей Борисович

Начальники штаба — первые заместители командующего
- 1998—2000 — генерал-майор Волковыский, Игорь Вильгельмович
- 2007—2009 — генерал-майор Цилько, Владимир Генрихович
- 2009—2010 — генерал-майор Романчук, Александр Владимирович
- 2010—2014 — генерал-майор Серицкий, Игорь Анатольевич
- 2014—2015 — генерал-майор Завизьон, Алексей Владимирович
- 2015—2016 — генерал-майор Луговой, Владимир Николаевич
- 2017 — генерал-майор Мурадов, Рустам Усманович
- 2017—2019 — генерал-майор Мордвичёв Андрей Николаевич
- 2019—2020 — генерал-майор Подивилов Алексей Владимирович
- 18.09.2020 — май 2022 — генерал-майор Герасимов Виталий Петрович
- май 2022—н.в —генерал-майор Кравцов, Александр Александрович

Заместители командующего
- 2007—2008 — генерал-майор Картаполов, Андрей Валериевич
- 2008—2009 — генерал-майор Романчук, Александр Владимирович
- 2009—2010 — генерал-майор Астапов, Виктор Борисович
- 2010—2012 — полковник Авдеев, Алексей Юрьевич
- 2012—2013 — генерал-майор Чайко, Александр Юрьевич
- 2013—2015 — полковник Красин, Игорь Леонидович
- 2015—2016 — генерал-майор Мурадов, Рустам Усманович
- 2016—2017 — генерал-майор Бердников Роман Борисович
- 2018—2019 — генерал-майор Подивилов Алексей Владимирович
- 2019—2021 — полковник Мильчаков, Сергей Витальевич
- 2021—2022 — генерал-майор Суховецкий, Андрей Александрович
- март-2022—июнь 2022 — генерал-майор Никитин, Евгений Валентинович
- июнь 2022—н.в — полковник Ибатуллин, Рамиль Рахматуллович

## Награды и почётные наименования
- Почётное наименование "гвардейская" (18 декабря 2023 года) — "за массовый героизм и отвагу, стойкость и мужество, проявленные личным составом армии в боевых действиях по защите Отечества и государственных интересов в условиях вооружённых конфликтов"[11]
- Орден Красного Знамени